# إيان بورترفيلد
جون بورترفيلد (بالإنجليزية: Ian Porterfield)‏، من مواليد 11 فبراير 1946 في دونفيرملاين في اسكتلندي وتوفي في 11 سبتمبر 2007 في سوري في إنجلترا، لاعب كرة قدم استكلندي سابق ومدرب كرة قدم سابق.
بدأ مسيرته الكروية مع نادي رايث روفرز في عام 1964، ولعب معهم حتى عام 1967، وشارك معهم في 117 مباراة وسجل 17 هدف، وفي عام 1967 انتقل إلى نادي سندرلاند، ولعب معهم حتى عام 1977، وشارك معهم في 229 مباراة وسجل 17 هدف، وفي عام 1976 أعير إلى نادي ريدينغ، ولعب معهم 5 مباريات، وفي عام 1977 انتقل إلى نادي شيفيلد وينزداي، ولعب معهم حتى عام 1979، وشارك معهم في 106 مباريات وسجل 3 أهداف.
و قد درب نادي شيفيلد وينزداي في عام 1977 وحتى عام 1978، وفي عام 1978 درب نادي روثرهام يونايتد، ودربهم حتى عام 1981، وفي عام 1981 درب نادي شيفيلد يونايتد، ودربهم حتى عام 1986، وفي عام 1986 انتقل إلى تدريب نادي أبردين خلفا لأليكس فيرغسون، ودربهم حتى عام 1988، وفي موسم 1988/1989 درب نادي تشيلسي، وفي عام 1989 انتقل إلى تدريب نادي ريدينغ، ودربهم حتى عام 1991، وفي عام 1991 درب نادي تشيلسي، ودربهم حتى عام 1993، وفي عام 1993 درب منتخب زامبيا لكرة القدم حتى عام 1994، وفي عام 1994 درب منتخب السعودية لكرة القدم، ودربهم حتى عام 1995، وفي عام 1995 درب منتخب زيمبابوي لكرة القدم، ودربهم حتى عام 1996، وفي عام 1996 درب نادي بولتون واندررز، وفي عام 1996 درب منتخب عمان لكرة القدم، ودربهم حتى عام 1998، وفي عام 1998 درب منتخب ترينيداد وتوباغو لكرة القدم، ودربهم حتى عام 2000، وفي موسم 2001/2002 درب نادي كوماسي كوتوكو ،و في عام 2003 درب نادي بوسان إيبارك الكوري الجنوبي، ودربهم حتى عام 2006، ومنذ عام 2006 وحتى وفاته في عام 2007 درب منتخب أرمينيا لكرة القدم.

## وصلات خارجية
- إيان بورترفيلد على موقع دوري كوريا الجنوبية (الإنجليزية)
- إيان بورترفيلد على موقع قاعدة بيانات كرة القدم.إي يو (الإنجليزية)
- إيان بورترفيلد على موقع Soccerbase.com (مدرب) (الإنجليزية)
- إيان بورترفيلد على موقع Soccerway.com (الإنجليزية)